# Проскура Ніна Володимирівна
Ніна Володимирівна Проскура (нар. 1 листопада 1974, Запоріжжя) — українська веслувальниця (академічне веслування), чемпіонка світу, бронзова призерка чемпіонату Європи, переможниця регат національного і міжнародного рівня, учасниця літніх Олімпійських ігор у Сіднеї. Майстер спорту України міжнародного класу (1998).
Виступала за збірну України у період 1998—2012 років.

## Біографія
Ніна Проскура народилася 1 листопада 1974 року в місті Запоріжжі. Займатися академічним веслуванням почала 1989 року, проходила підготовку в Дніпропетровську в спортивному клубі «Дзержинка».
Найбільшого успіху в своїй спортивній кар'єрі домоглася в сезоні 1998 року, коли увійшла до основного складу української команди і на чемпіонаті світу в Кельні спільно з Тетяною Фесенко, Євгенією Андрєєвою і Тетяною Савченко здобула перемогу в четвірці розпашній без стернового. За це видатне досягнення за підсумками сезону удостоєна звання «Майстер спорту України міжнародного класу».
1999 року на етапі Кубку світу в складі вісімки зі стерновим зайняла четверте місце, після чого разом з Євгенією Андрєєвою склала двійку розпашну, яка на світовій першості в Сент-Кетерінсі зайняла восьме місце.
2000 року Проскура і Андрєєва займали четверте і одинадцяте місця на етапах Кубку світу і отримали право захищати честь країни на літніх Олімпійських іграх 2000 року в Сіднеї в двійках розпашних, але зуміли потрапити тільки до втішного фіналу «Б», де зайняли друге місце — таким чином розташувалися в підсумковому протоколі змагань на восьмому рядку.
Після сіднейської Олімпіади Проскура і Андрєєва продовжили виступи в одному екіпажі в двійках розпашних. 2001 року вони зайняли п'яте місце на етапі Кубку світу і десяте на чемпіонаті світу.
Надалі Ніна Проскура стартувала в різних дисциплінах на чемпіонатах світу 2002, 2003, 2004 років, але в жодній з цих регат потрапити до числа призерів не змогла. З 2006 року входила переважно до складу вісімки розпашної зі стерновим. Одне з останніх серйозних досягнень на міжнародному рівні — бронзова нагорода у вісімках на чемпіонаті Європи 2011 року в Пловдиві.
Намагалася пройти відбір на Олімпійські ігри 2012 року в Лондоні, однак на олімпійській кваліфікаційній регаті в Люцерні українська вісімка показала лише четвертий результат.
На чемпіонаті Європи 2012 Проскура в вісімках розпашних зі стерновим була п'ятою, після чого завершила виступи.
Нині працює директором КПНЗ «Міська Комплексна Дитячо-Юнацька Спортивна Школа» Дніпровської Міської Ради.